# Tafelblatt

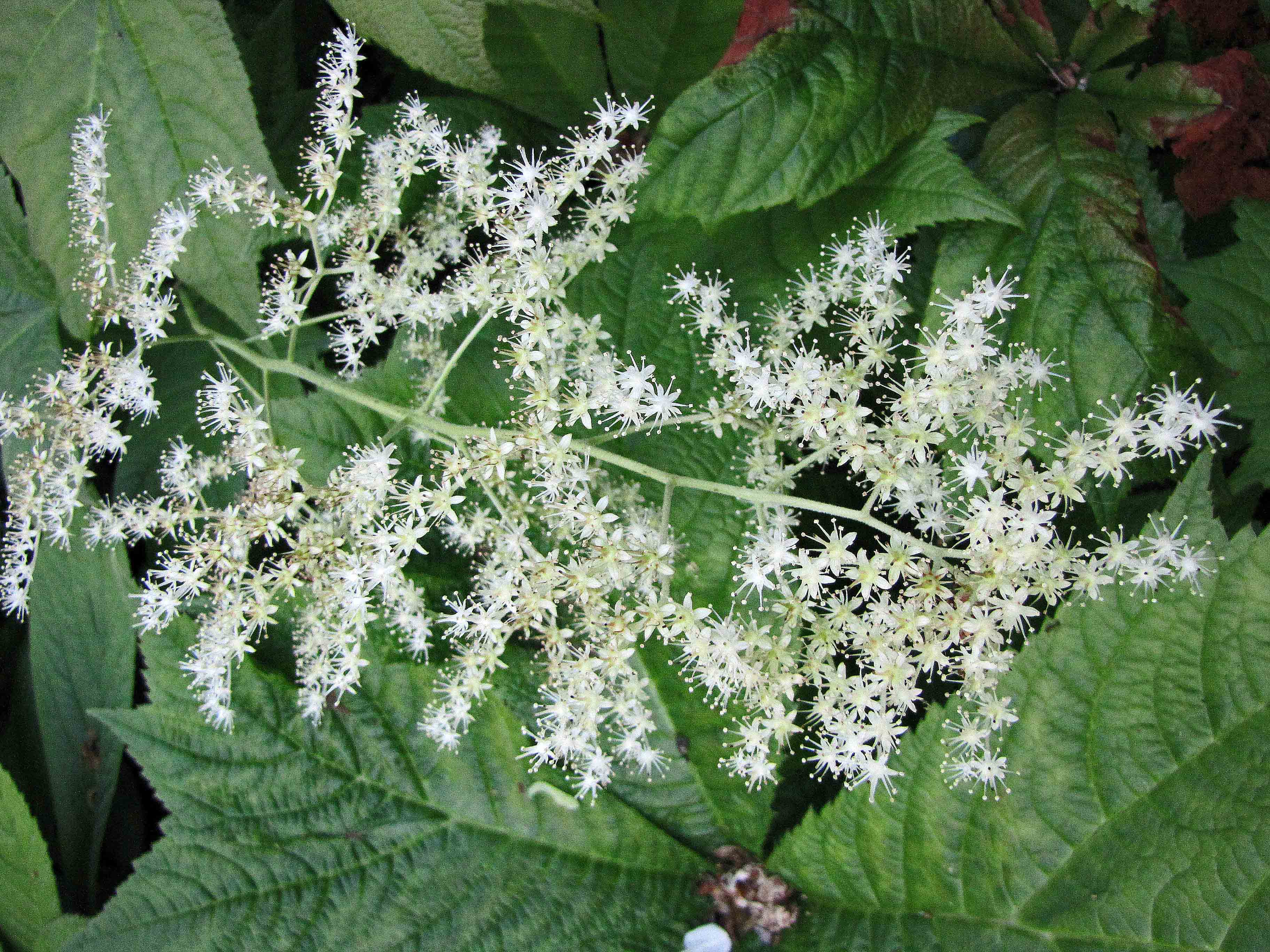
Blütenstand

Das Tafelblatt (Astilboides tabularis) ist die einzige Pflanzenart aus der Gattung Astilboides in der Familie der Steinbrechgewächse (Saxifragaceae).

## Beschreibung
Das Tafelblatt ist eine ausdauernde Pflanze, die Wuchshöhen von bis zu 1,5 Meter erreicht. Es bildet Rhizome aus, die bis 35 Zentimeter lang werden.
Der lange Blattstiel ist stachelig-drüsig. Die gelappte bis grob gezähnte, weiche Blattspreite ist schild- sowie kreisförmig, spitz bis zugespitzt, am Rand unregelmäßig gesägt und hat einen Durchmesser von bis über 90 Zentimeter. Sie ist ober- und unterseits steif, borstig drüsig-behaart und besitzt sieben handförmige Hauptadern.
Der im unteren Teil stachelige, rötlich–grüne Blütenstandsstiel weist kleinere handförmig gelappte Blätter auf und erscheint erst lange nach dem Laubaustrieb. Der Blütenstand ist eine 15 bis 20 Zentimeter lange, vielblütige Rispe. 
Die kleinen und kurz gestielten Blüten sind zwittrig mit doppelter Blütenhülle. Es sind 4 bis 5 Kelchblätter vorhanden. Die 4 bis 5 Kronblätter sind weiß oder lila gefärbt. Die Anzahl der etwas vorstehenden Staubblätter beträgt (6 bis) 8, die der halbunterständigen Fruchtblätter mit kurzen Griffeln 2 (bis 4).
Blütezeit ist im Juni, in China August bis September. Es werden kleine, 6–7 Millimeter große und vielsamige Kapselfrüchte mit beständigen Griffeln, Staubblattresten und Kelch gebildet. Die kleinen, etwa 2 Millimeter langen Samen sind kurz geflügelt.
Die Chromosomenzahl beträgt 2n = 34 oder 36.

## Vorkommen
Das Tafelblatt kommt in Nordchina (Jilin und Liaoning) und Nordkorea in Hangwäldern und Tälern an feuchten Orten vor.

## Nutzung
Das Tafelblatt wird selten als Zierpflanze für Bach- und Teichränder genutzt. Es ist seit spätestens 1887 in Kultur.

## Belege
- Eckehart J. Jäger, Friedrich Ebel, Peter Hanelt, Gerd K. Müller (Hrsg.): Rothmaler Exkursionsflora von Deutschland. Band 5: Krautige Zier- und Nutzpflanzen. Spektrum Akademischer Verlag, Berlin Heidelberg 2008, ISBN 978-3-8274-0918-8.